# Caujac
Caujac [koʒak] (okzitanisch gleichlautend) ist eine französische Gemeinde mit 864 Einwohnern (Stand: 1. Januar 2022) im Département Haute-Garonne in der Region Okzitanien (vor 2016 Midi-Pyrénées). Sie gehört zum Arrondissement Muret und zum Kanton Auterive. Die Bewohner werden Caujaccois und Caujaccoises genannt.

## Geographie
Caujac liegt etwa 37 Kilometer südsüdöstlich von Toulouse am Rand der Landschaft Lauragais. Das Gemeindegebiet wird vom Fluss Mouillonne durchquert. Umgeben wird Caujac von den Nachbargemeinden Grazac im Norden, Auterive im Norden und Nordosten, Cintegabelle im Nordosten und Osten, Gaillac-Toulza im Osten und Süden sowie Esperce im Westen.

## Bevölkerungsentwicklung
| Jahr                       | 1962 | 1968 | 1975 | 1982 | 1990 | 1999 | 2010 | 2020 |
| Einwohner                  | 335  | 343  | 315  | 324  | 373  | 437  | 777  | 856  |
| Quellen: Cassini und INSEE |      |      |      |      |      |      |      |      |

## Sehenswürdigkeiten

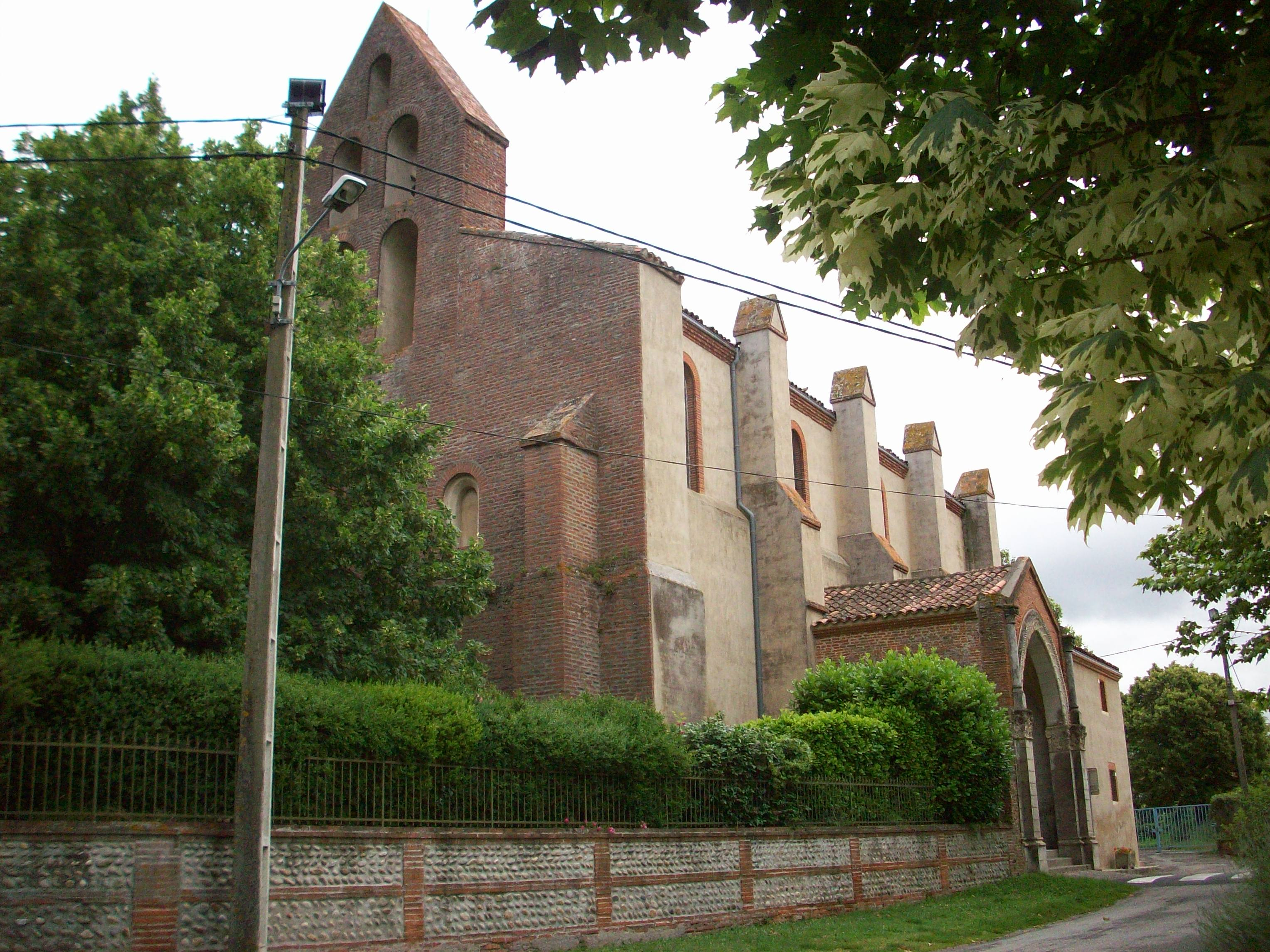
Kirche Notre-Dame

- Kirche Notre-Dame
- Schloss Sieuras